# Список членов Совета Республики Беларусь VI созыва
Совет Республики Национального собрания Республики Беларусь VI созыва — верхняя палата белорусского парламента, избранная на непрямых выборах областными Советами депутатов 16 сентября 2016 года.

## Порядок формирования
В соответствии с частью второй статьи 91 Конституции Республики Беларусь от каждой области и города Минска тайным голосованием избираются на заседаниях депутатов местных Советов депутатов базового уровня каждой области и города Минска по восемь членов Совета Республики. Восемь членов Совета Республики назначаются Президентом Республики Беларусь.
Выборы нового состава Совета Республики назначаются не позднее четырёх месяцев и проводятся не позднее 30 дней до окончания полномочий действующего созыва.
Выборы членов Совета Республики являются равными: каждый депутат местного Совета депутатов базового уровня имеет один голос. Выборы членов Совета Республики являются косвенными: члены Совета Республики избираются на заседаниях депутатов местных Советов депутатов базового уровня каждой области и депутатов Минского городского Совета депутатов.
Членом Совета Республики может быть гражданин Республики Беларусь, достигший 30 лет и проживший на территории соответствующей области или города Минска не менее пяти лет. Одно и то же лицо не может одновременно являться членом двух палат Парламента. Сенатор не может быть одновременно членом Правительства. Не допускается совмещение обязанностей члена Совета Республики с одновременным занятием должности Президента либо судьи.
Палата формируется и структурируется по непартийному принципу.

## Президиум
- Михаил Владимирович Мясникович — председатель Совета Республики;
- Щёткина Марианна Акиндиновна — заместитель председателя Совета Республики;
- Бодак Алла Николаевна — председатель постоянной комиссии по законодательству и государственному строительству;
- Пантюхов Владимир Иванович — председатель постоянной комиссии по экономике, бюджетам и финансам;
- Александр Андреевич Попков — предатель постоянной комиссии по региональной политике и местному самоуправлению;
- Рахманов Сергей Кимович — председатель постоянной комиссии по международным делам и национальной безопасности;
- Старовойтова Ирина Анатольевна — председатель постоянной комиссии по образованию, науке, культуре и социальному развитию.

## Результаты выборов

### Брестская область
1. Амбражейчик Виктор Георгиевич
2. Антонович Иван Николаевич
3. Бысюк Григорий Григорьевич
4. Дудорга Нина Васильевна
5. Левченко Ольга Васильевна
6. Маркевич Василий Петрович
7. Романовский Василий Борисович
8. Чайчиц Виктор Иванович

### Витебская область
1. Анюховский Анатолий Васильевич
2. Деркач Юрий Николаевич
3. Дроботов Василий Иванович
4. Мартынов Николай Васильевич
5. Пантюхова Елена Валерьяновна
6. Шевчук Николай Николаевич
7. Шершень Пётр Петрович
8. Щастный Анатолий Тадеушевич

### Гомельская область
1. Беляков Андрей Эдуардович
2. Дворак Григорий Владимирович
3. Ковалькова Оксана Михайловна
4. Кравченко Игорь Иванович
5. Ляхов Александр Андреевич
6. Мельникова Галина Владимировна
7. Трибунах Галина Петровна
8. Ядренцев Олег Иванович

### Гродненская область
1. Белущ Инесса Геннадьевна
2. Гришук Анатолий Георгиевич
3. Жук Игорь Георгиевич
4. Кроткова Елена Николаевна
5. Ситько Михаил Михайлович
6. Скоморошко Романия Романовна
7. Снежицкий Виктор Александрович
8. Шишко Александр Николаевич

### Минская область
1. Гайдукевич Сергей Васильевич
2. Герасимович Светлана Михайловна
3. Головатый Иван Иванович
4. Железнова Нина Викентьевна
5. Марченко Александр Анатольевич
6. Сиренко Виктор Иванович
7. Суконко Олег Григорьевич
8. Радоман Николай Вячеславович

### Могилёвская область
1. Акулович Ирина Борисовна
2. Алданов Николай Михайлович
3. Дроздов Анатолий Владимирович
4. Ковалевский Борис Викторович
5. Пантюхов Владимир Иванович
6. Петрова Ирина Георгиевна
7. Путило Константин Иванович
8. Старовойтова Ирина Анатольевна

### городМинск
1. Бодак Алла Николаевна
2. Вильчук Константин Устинович
3. Дулова Екатерина Николаевна
4. Мясникович Михаил Владимирович
5. Орда Михаил Сергеевич
6. Рахманов Сергей Кимович
7. Руммо Олег Олегович
8. Щёткина Марианна Акиндиновна

### НазначенныеПрезидентом Республики Беларусь
1. Александр Андреевич Попков
2. Геннадий Брониславович Давыдько